# Eucereon setosa
Eucereon setosa är en fjärilsart som beskrevs av Jan Sepp 1848. Eucereon setosa ingår i släktet Eucereon och familjen björnspinnare. Inga underarter finns listade i Catalogue of Life.

## Bildgalleri

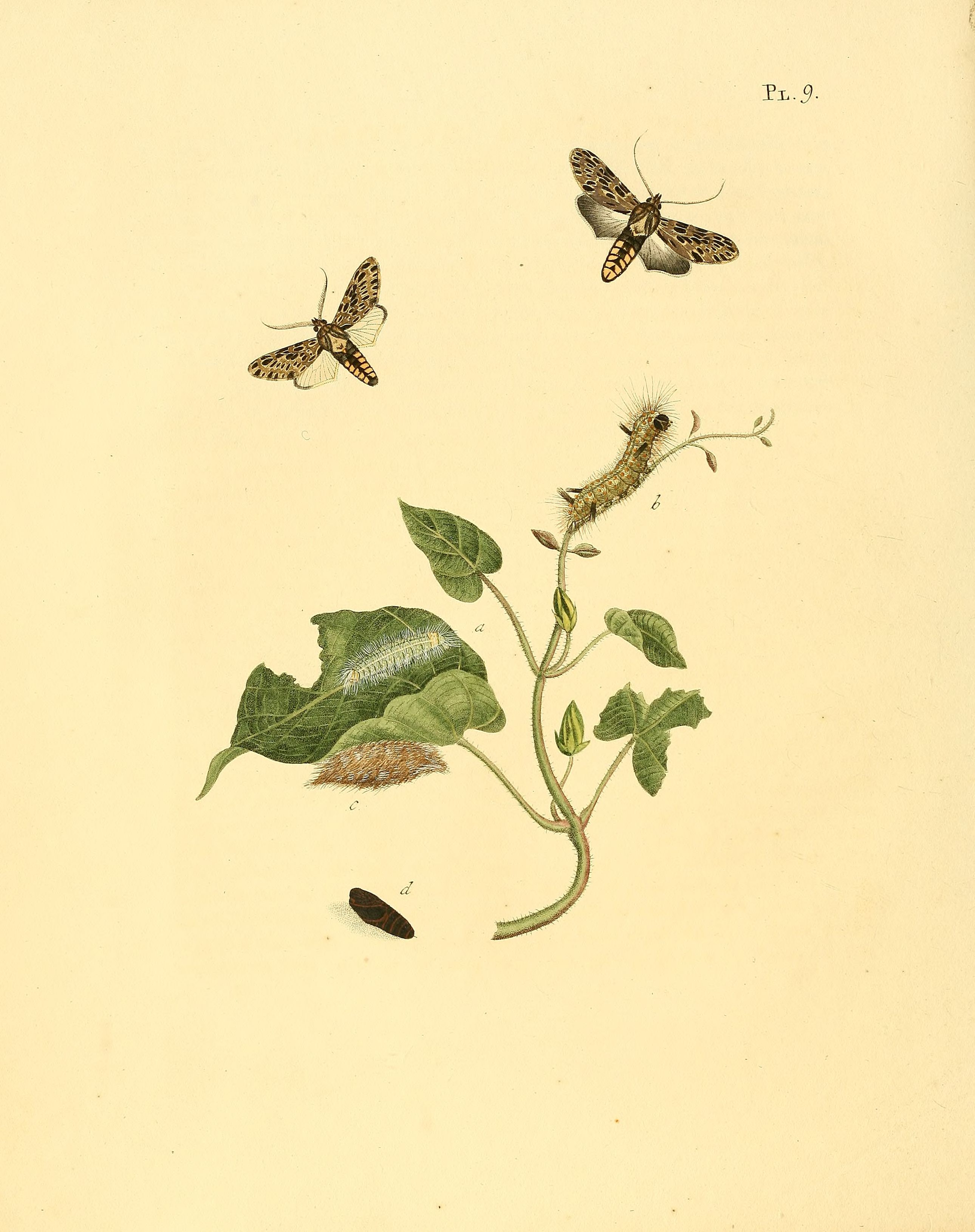